# Pripek, Kărdjali
Pripek (în bulgară Припек) este un sat în comuna Djebel, regiunea Kărdjali,  Bulgaria. 

## Demografie
Componența etnică a satului Pripek
     Bulgari (83,79%)
     Nicio identificare (16,2%)
     Altele (0%)
La recensământul din 2011, populația satului Pripek era de 907 locuitori. Din punct de vedere etnic, majoritatea locuitorilor (83,79%) erau bulgari. Pentru 16,2% din locuitori nu este cunoscută apartenența etnică.